# Roman Wójcicki
Roman Mirosław Wójcicki (Nysa, 1958. január 8. –) lengyel válogatott labdarúgó.
A lengyel válogatott tagjaként részt vett az 1978-as, az 1982-es és az 1986-os világbajnokságon.

## Sikerei, díjai
Widzew Łódź
- Lengyel bajnok (1): 1981–82
- Lengyel kupa (1): 1984–85

Hannover 96
- Német kupa (1): 1991–92

Lengyelország
- Világbajnoki bronzérmes (1): 1982